# Łapcie (obuwie)

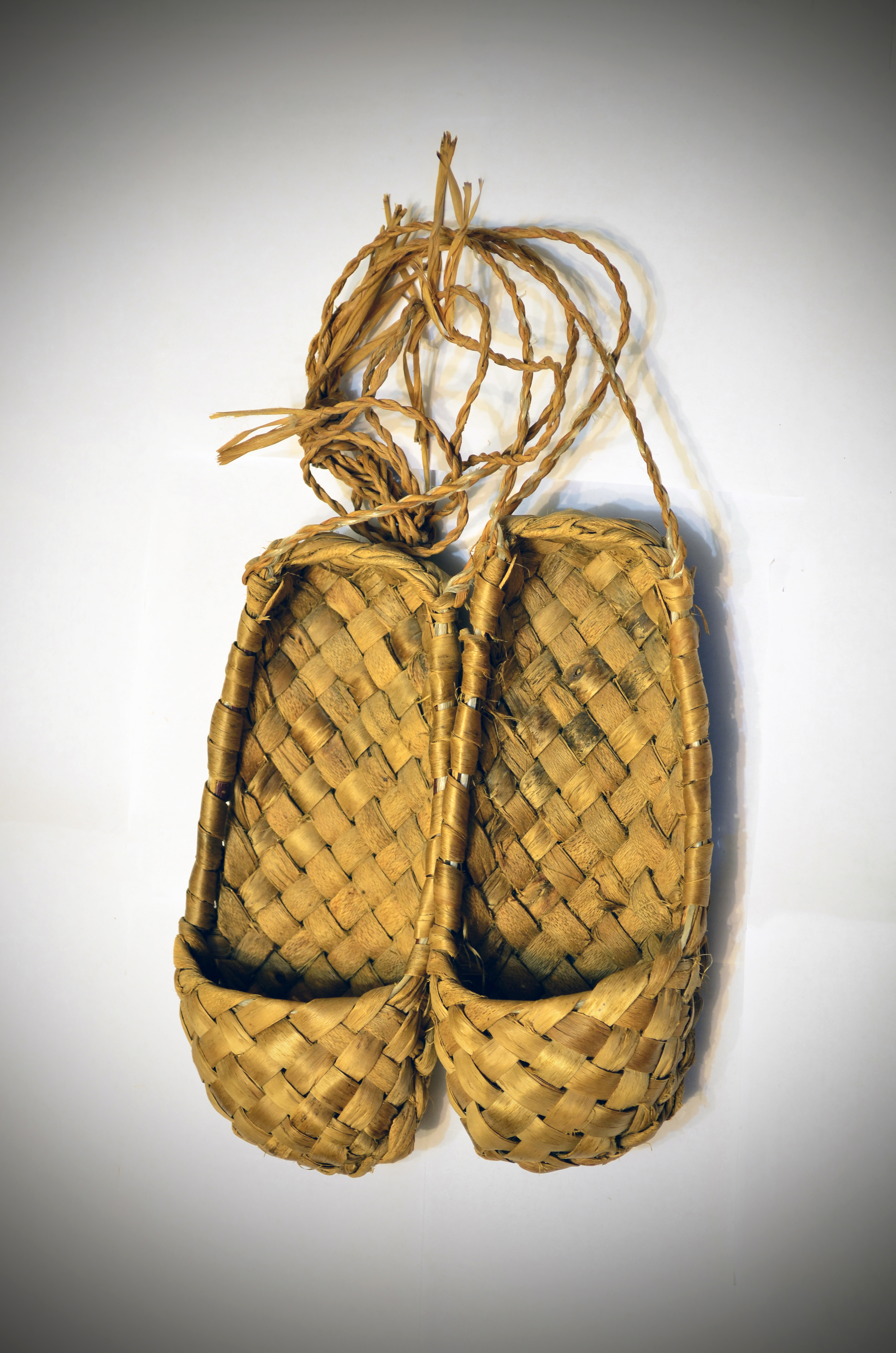
Łapcie

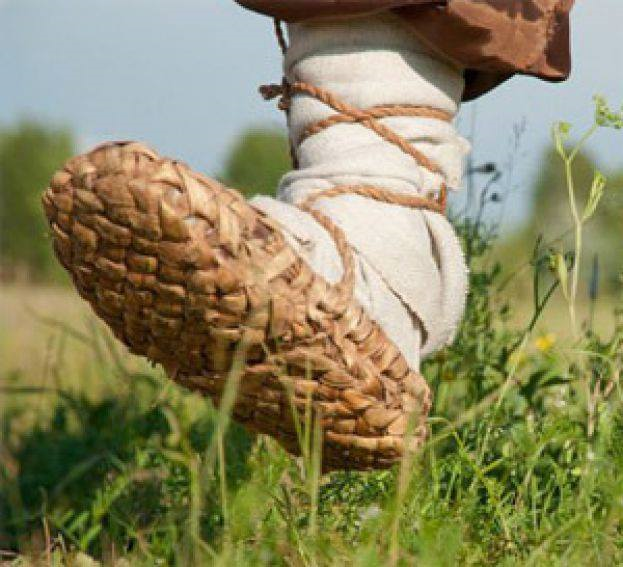
Sposób wiązania i noszenia łapcia

Łapcie (dawniej regionalnie także postoły, kurpie) – dawne chodaki wyplatane techniką krzyżową z taśm łyka, najczęściej lipy, brzozy lub wiązu. Czasem używano także witek wierzbowych. Wkładane były na stopy owinięte w onuce i przywiązywane rzemieniem bądź sznurkiem. Noszono je na co dzień, do pracy, przez cały rok. Jako że były nietrwałe, niekiedy je wzmacniano,  podszywając podeszwę kawałkami skóry.
Nosili je mieszkańcy Polski (m.in. Kurpie, Podlasianie i Lasowiacy), północnej części obecnej Ukrainy, Białorusi, Rosji, Litwy, Łotwy, Estonii, a także Finlandii. Używane były jeszcze w XIX wieku, a na niektórych terenach nawet w pierwszych dekadach XX wieku. 